# Sören Brandy
Sören Brandy (Schloß Holte-Stukenbrock, 6 maggio 1985) è un ex calciatore tedesco, di ruolo attaccante.

## Caratteristiche tecniche
È un centravanti.